# Форт-Кемпбелл-Норт (Кентуккі)
Форт-Кемпбелл-Норт (англ. Fort Campbell North) — переписна місцевість (CDP) в США, в окрузі Крістіан штату Кентуккі. Населення — 12 825 осіб (2020).

## Географія
Форт-Кемпбелл-Норт розташований за координатами 36°39′20″ пн. ш. 87°27′58″ зх. д. / 36.65556° пн. ш. 87.46611° зх. д. (36.655500, -87.466066).  За даними Бюро перепису населення США в 2010 році переписна місцевість мала площу 13,04 км², уся площа — суходіл.

## Демографія
Згідно з переписом 2010 року, у переписній місцевості мешкало 13 685 осіб у 2505 домогосподарствах у складі 2411 родини. Густота населення становила 1049 осіб/км².  Було 2692 помешкання (206/км²).
Расовий склад населення:
| - 69,6 % — білих - 16,5 % — чорних або афроамериканців - 1,4 % — вихідців з тихоокеанських островів - 1,4 % — азіатів - 1,2 % — корінних американців - 4,2 % — осіб інших рас |

До двох чи більше рас належало 5,7 %. Частка іспаномовних становила 15,0 % від усіх жителів.
За віковим діапазоном населення розподілялося таким чином: 37,3 % — особи молодші 18 років, 62,5 % — особи у віці 18—64 років, 0,2 % — особи у віці 65 років та старші. Медіана віку мешканця становила 21,3 року. На 100 осіб жіночої статі у переписній місцевості припадало 154,7 чоловіків;  на 100 жінок у віці від 18 років та старших — 199,6 чоловіків також старших 18 років.
Середній дохід на одне домашнє господарство  становив 44 838 доларів США (медіана — 37 941), а середній дохід на одну сім'ю — 45 611 долар (медіана — 37 961). Медіана доходів становила 26 848 доларів для чоловіків та 25 128 доларів для жінок. 
Цивільне працевлаштоване населення становило 1256 осіб. Основні галузі зайнятості: публічна адміністрація — 42,5 %, роздрібна торгівля — 18,4 %, освіта, охорона здоров'я та соціальна допомога — 13,5 %, мистецтво, розваги та відпочинок — 9,4 %.